# Тријажна ознака
Тријажна ознака је нека врста документа који медицинско особље користи да означи пацијетне током инцидента са масовним жртвама. Уз помоћ тријажних ознака, особље које прво стигне на место масовног повређивања је у стању  је ефикасно и брзо расподели ограничене ресурсе и пружи неопходну хитну негу за жртве док не стигне додатна помоћ. или за одреживање редоследа транспорта у здравствене установе.  
Једноставна тријажа и брзи третман (СТАРТ) је стратегија реаговања коју медицинско особље примењују како би што пре проценили тежину повреде сваке жртве и означили жртве за око 30–60 секунди. Тријажне ознаке се постављају близу главе и користе се за бољу тријажу (разврставање) жртава, тако да када стигне већа помоћ, пацијенти су лако препознатљиви по додатној помоћи за најтежд случајеве.

## Историја
Историјски гледано верује се да је тријажа настала из система намењених за категоризацију и транспорт рањених војника на бојном пољу. Да је то тако говори податак да је тријажу и тријажне ознаке  први увео барон Доминик Жан Ларе, француски хирург у Наполеоновој војсци. Применом начела разврставања болесника по хитности Лареј је утемељио основе принципе тријаже и целокупног евакуационог систем укључујући и тријажне ознаке. Ова Ларејова решења била су нешто најпрогресивније у ратној хирургији тога периода, и основа за даљи развој војномедицинске доктрине, која је данас постала неопходан систем за масовно збрињавање већег броја жртава у модерном ратовању и великим елементарним саобраћајним и другим катастрофама.
Н. И. Пирогов је такође предложио коришћење обојених ознака приликом сортирања рањеника; Р.  
Р. Вреден је оловкама у боји правио ознаке на завојима, док је В. А.Опел  причвршћивао обојене комаде материјала на завоје или одећу рањеника.  
Овакве ознаке допринеле су јаснијој дефиницији хитности упућивања рањеника (болесника) ради пружања медицинске помоћи, редоследа евакуације итд.  
Потом су у разним армијама развијени и коришћени бројни медиицинске ознаке у току медицинске неге приликом регистрације рањени и болесника.   
Медицинска ознака  усвојена је у Црвеној армији пре Великог отаџбинског рата и углавном је оправдала своју сврху. Ратно искуство је то показало на етапама мед. евакуација, обезбеђивање пружања прве медицинске и квалификоване медицинске помоћи, ичинила је основу медицинске неге имедицинске документације, како би се обезбедило уважавање болесника и спречио број губитка. 

## Основни појмови
Тријажа се односи на процену и категоризацију оболелих или рањених, према тежини, редоследу указивања медицинске помоћи или редоследу транспорта, када због масовност нема довољно средстава за медицинску негу свих оболелих одједном. Тријажа се користи у бројним ситуацијама у савременој медицини, укључујући:
- У ситуацијама масовних жртава, тријажа се користи да би се одлучило коме је најхитније потребан транспорт у болницу ради збрињавања (углавном, онима који имају шансе да преживе, или који би умрли без хитног лечења) и чије су повреде мање тешке и могу сачекати за медицинску негу.

- Тријажа се такође обично користи у препуним собама за хитне случајеве и ппролазним клиникама  како би се утврдило које пацијенте треба одмах прегледати и лечити.

- Тријажа се може користити и за одређивање приоритета коришћења простора или опреме, као што су операционе сале, у препуној медицинској установи.

## Намена
Модерна тријажна папирна ознака се састоји од саме картице и њене основе. Попуњава се за рањенике и болесне који су ван стрфоја због повреде или болести у трајању од најмање 1 дан, када им се пружа прва медицинска помоћ на месту повређивања по фазама медицинске помоћи и евакуација. 
У болницама тријажна картица се користи само за оне оштећене који се  први пут збрињавају, и не подлежу лечењу у тој  болници, и након пружања помоћи евакуишу се у другу болницу или институција. 
У фази мед. евакуације, где рањени (болесни) први пут добија медицинску помоћ, ипопуеава се предња страна тријажне картице. Попуњену картицу потписује лекар; оверава се печатом и, причвршћује за завој рањеника или ставље  у леви џеп његове горње одеће; Заједно са овом ознаком рањени се упућује на следећу фазу медицинске неге у којој се дописују подаци о указаној помоћи, све до коначног доласка болесника или повређеног на крајну етапу збрињавања.

## Изглед ознака
Тријажна ознака је двострани картон на коме  распоред одељака варира између и унутар земље и између владиних агенција. 
Дизајниране су често у облику преклопне картице, како би се омогућило да се стање жртве јасно види. Не постоји универзална сагласност у дизајну тријажних ознака, тако да је сваки орган имплементирао своју верзију како би задовољио своје потребе.

## Предности
Предност коришћења тријажних ознака, поред побољшаног протока саобраћаја и ефективне дистрибуције неге међу повређеним или оболелим пацијентима, је и прикупљање и ширење података. 
Оне не само да служе као визуелна индикација стања пацијента, већ показују и да је пацијент процењен и да је сада део „система“.
Оне  убрзавају  негу пацијената и такође штеди драгоцено време и ресурсе.

## Попуњавање података
Поља за попуњавање на тријажним ознакама не морају бити попуњени одједном. Информације се могу додати накнадно по добијању података на тријажну ознаку током свег времена тријаже, и по потреби се усклађују са тренутним потребама и могучностима.
Ако се здравствено стање пацијента промени док је још у тријажи, медицинско особље може једноставно поново означити пацијента са ажурираним информацијама и новим ознакама. Друга опција је да користите ознаку која се могу променити тако да ниво приоритета може да се повећа или смањи. Ово елиминише потребу за поновним означавањем пацијента.

## Системи тријаже
У случају катастрофе или масовних жртава, развијени су различити системи за тријажу. Међу њима су напознатији СТАРТ систем и систем на основу боја.

### СТАРТ систем
СТАРТ системе (изведен из енгл. Simple Triage and Rapid Treatment)  групише жртве  у четири категорије, у зависности од хитности њихове потребе за евакуацијом. Категорије у СТАРТ систему су:
- покојници, којима су изван помоћи

- повређени којима се може помоћи хитним транспортом

- повређени са лакшим повредама чији транспорт може бити одложен

- они са лакшим повредама које не захтевају хитну помоћ.

Уколико је потребно, СТАРТ систем могу да спроводе особе без високог нивоа медицинске обуке.

### Систем тријаже по боји
Други систем који се користи у ситуацијама масовних несрежа је пример напредне тријаже коју примењују медицинске сестре или друго квалификовано особље. Овај напредни систем тријаже укључује шему кодирања уз помож боја, па су у складу са тим тријажне озмаке   црвене, жуте, зелене, беле и црне боје:
- Црвене ознаке - (непосредне) се користе за означавање оних који не могу да преживе без хитног лечења, али који имају шансе да преживе.

- Жуте ознаке - (посматрање) за оне којима је потребно посматрање (и могућа каснија поновна тријажа). Њихово стање је за сада стабилно и нису у непосредној животној опасности. Овим жртвама ће и даље бити потребна болничка нега и биће одмах лечене под нормалним околностима.

- Зелене ознаке – (чекајте) резервисане су за „ходају” којима ће у неком тренутку бити потребна медицинска нега, након што се критичније повреде збрину.

- Беле ознаке - (отпуштање) се дају онима са лакшим повредама за које није потребна лекарска нега.

- Црне ознаке - (екпецтант) се користе за покојнике и за оне чије су повреде толико опсежне да неће моћи да преживе с обзиром на негу која им је на располагању.